# Liste des députés de la VIe législature du Parlement de Catalogne
Les députés de la VIe législature du Parlement de Catalogne sont les 135 députés de la VIe législature du Parlement de Catalogne élus lors des élections au Parlement de Catalogne de 1999. Leur mandat commence le 5 novembre 1999 et se termine le 23 septembre 2003.

## Liste des députés
- Haut – A
- B
- C
- D
- E
- F
- G
- H
- I
- J
- K
- L
- M
- N
- O
- P
- Q
- R
- S
- T
- U
- V
- W
- X
- Y
- Z

| Nom                                 | Liste | Liste                              | Circonscription | Notes                                                                                        |
| ----------------------------------- | ----- | ---------------------------------- | --------------- | -------------------------------------------------------------------------------------------- |
| Joaquima Alemany Roca               |       | Convergence et Union               | Barcelone       |                                                                                              |
| Lluís Armet i Coma                  |       | Parti des socialistes de Catalogne | Barcelone       | Jusqu'au 8 novembre 2001, remplacé le 14 novembre 2001 par Jordi Terrades i Santacreu        |
| Jordi Ausàs i Coll                  |       | Esquerra Republicana de Catalunya  | Lleida          |                                                                                              |
| Assumpta Baig i Torras              |       | Parti des socialistes de Catalogne | Barcelone       |                                                                                              |
| Miquel Barceló i Roca               |       | Parti des socialistes de Catalogne | Barcelone       |                                                                                              |
| Josep Bargalló Valls                |       | Esquerra Republicana de Catalunya  | Tarragone       |                                                                                              |
| Jesús Bartolomé i Carrascal         |       | Convergence et Union               | Gérone          |                                                                                              |
| Ernest Benach i Pascual             |       | Esquerra Republicana de Catalunya  | Tarragone       | Deuxième secrétaire                                                                          |
| Joan Boada Masoliver                |       | Iniciativa per Catalunya Verds     | Gérone          |                                                                                              |
| Carles Bonet i Revés                |       | Esquerra Republicana de Catalunya  | Barcelone       |                                                                                              |
| Francesc Boya i Alòs                |       | Parti des socialistes de Catalogne | Lleida          |                                                                                              |
| Rosa Bruguera i Bellmunt            |       | Convergence et Union               | Barcelone       |                                                                                              |
| Manuel Bustos i Garrido             |       | Parti des socialistes de Catalogne | Barcelone       |                                                                                              |
| Ramon Camp i Batalla                |       | Convergence et Union               | Barcelone       |                                                                                              |
| Jaume Camps i Rovira                |       | Convergence et Union               | Barcelone       |                                                                                              |
| Marta Camps Torrens                 |       | Parti des socialistes de Catalogne | Lleida          |                                                                                              |
| Josep Maria Carbonell i Abelló      |       | Parti des socialistes de Catalogne | Barcelone       |                                                                                              |
| Martí Carnicer i Vidal              |       | Parti des socialistes de Catalogne | Tarragone       |                                                                                              |
| Josep-Lluís Carod-Rovira            |       | Esquerra Republicana de Catalunya  | Barcelone       |                                                                                              |
| Joan Manuel Carrera i Pedrol        |       | Convergence et Union               | Tarragone       |                                                                                              |
| Eudald Casadesús i Barceló          |       | Convergence et Union               | Gérone          |                                                                                              |
| Jordi Casas i Bedós                 |       | Convergence et Union               | Barcelone       |                                                                                              |
| Antoni Castellà i Clavé             |       | Convergence et Union               | Barcelone       |                                                                                              |
| Josep Clofent i Rosique             |       | Parti des socialistes de Catalogne | Barcelone       |                                                                                              |
| Higini Clotas i Cierco              |       | Parti des socialistes de Catalogne | Barcelone       | Premier vice-président                                                                       |
| Francesc Codina i Castillo          |       | Convergence et Union               | Barcelone       | Troisième secrétaire Jusqu'au 16 juin 2000, remplacé le 19 juin 2000 par Pere Ribera i Guals |
| Francesc Xavier Coll i Gilabert     |       | Convergence et Union               | Lleida          | Jusqu'au 6 septembre 2000, remplacé le 15 septembre 2000 par Agustí López i Pla              |
| Antoni Comas i Baldellou            |       | Convergence et Union               | Barcelone       |                                                                                              |
| Dolors Comas d'Argemir i Cendra     |       | Iniciativa per Catalunya Verds     | Tarragone       |                                                                                              |
| Maria Eugènia Cuenca i Valero       |       | Convergence et Union               | Barcelone       |                                                                                              |
| Josep Curto i Casadó                |       | Parti populaire de Catalogne       | Tarragone       |                                                                                              |
| Marià Curto i Forés                 |       | Convergence et Union               | Tarragone       |                                                                                              |
| Manuela de Madre Ortega             |       | Parti des socialistes de Catalogne | Barcelone       |                                                                                              |
| Montserrat Duch i Plana             |       | Parti des socialistes de Catalogne | Tarragone       |                                                                                              |
| Josep Antoni Duran i Lleida         |       | Convergence et Union               | Barcelone       |                                                                                              |
| Pilar Díaz i Romero                 |       | Parti des socialistes de Catalogne | Barcelone       |                                                                                              |
| Ramon Espadaler i Parcerisas        |       | Convergence et Union               | Barcelone       | Jusqu'au 25 janvier 2000, remplacé le 2 février 2000 par Francesc Iglesias i Sala            |
| Ramon Espasa i Oliver               |       | Parti des socialistes de Catalogne | Barcelone       |                                                                                              |
| Ángeles Esteller Ruedas             |       | Parti populaire de Catalogne       | Barcelone       |                                                                                              |
| Salvador Esteve i Figueras          |       | Convergence et Union               | Barcelone       |                                                                                              |
| Josep Maria Fabregat i Vidal        |       | Parti populaire de Catalogne       | Lleida          |                                                                                              |
| Jaume Farguell i Sitges             |       | Convergence et Union               | Barcelone       |                                                                                              |
| Josep Lluís Fernández i Burgui      |       | Convergence et Union               | Barcelone       |                                                                                              |
| Ricard Fernàndez Deu                |       | Parti populaire de Catalogne       | Barcelone       |                                                                                              |
| Alberto Fernández Díaz              |       | Parti populaire de Catalogne       | Barcelone       |                                                                                              |
| Bernardo Fernández Martínez         |       | Parti des socialistes de Catalogne | Barcelone       |                                                                                              |
| Antoni Fernández i Teixidó          |       | Convergence et Union               | Barcelone       |                                                                                              |
| Joan Ferran i Serafini              |       | Parti des socialistes de Catalogne | Barcelone       |                                                                                              |
| Francesc Ferrer i Gironès           |       | Esquerra Republicana de Catalunya  | Gérone          |                                                                                              |
| Joaquim Ferrer i Roca               |       | Convergence et Union               | Barcelone       |                                                                                              |
| Carme Figueras i Siñol              |       | Parti des socialistes de Catalogne | Barcelone       |                                                                                              |
| Elisabet Font i Muntanyà            |       | Iniciativa per Catalunya Verds     | Barcelone       |                                                                                              |
| Joan Galceran i Margarit            |       | Parti des socialistes de Catalogne | Barcelone       |                                                                                              |
| Àngela Gassó i Closa                |       | Parti des socialistes de Catalogne | Barcelone       |                                                                                              |
| Isidre Gavín i Valls                |       | Convergence et Union               | Lleida          | Quatrième secrétaire                                                                         |
| Marina Geli i Fàbrega               |       | Parti des socialistes de Catalogne | Gérone          |                                                                                              |
| Frederic Gené i Ripoll              |       | Convergence et Union               | Lleida          |                                                                                              |
| Josep Grau i Seris                  |       | Convergence et Union               | Lleida          |                                                                                              |
| Rafael Hinojosa i Lucena            |       | Convergence et Union               | Barcelone       | Jusqu'au 19 février 2002, remplacé le 22 février 2002 par Neus Munté i Fernàndez             |
| Josep Huguet i Biosca               |       | Esquerra Republicana de Catalunya  | Barcelone       |                                                                                              |
| Miquel Iceta i Llorens              |       | Parti des socialistes de Catalogne | Barcelone       |                                                                                              |
| Juan Manuel Jaime Ortea             |       | Parti des socialistes de Catalogne | Barcelone       |                                                                                              |
| Roberto Edgardo Labandera Ganachipi |       | Parti des socialistes de Catalogne | Barcelone       |                                                                                              |
| Pere Lladó i Isàbal                 |       | Convergence et Union               | Gérone          |                                                                                              |
| Joaquim Llena i Cortina             |       | Parti des socialistes de Catalogne | Lleida          |                                                                                              |
| Ramon Llumà i Guitart               |       | Convergence et Union               | Lleida          |                                                                                              |
| Rafael Luna Vivas                   |       | Parti populaire de Catalogne       | Tarragone       |                                                                                              |
| José Luis López Bulla               |       | Iniciativa per Catalunya Verds     | Barcelone       |                                                                                              |
| Marc López i Plana                  |       | Parti des socialistes de Catalogne | Barcelone       |                                                                                              |
| Pere Macias i Arau                  |       | Convergence et Union               | Gérone          |                                                                                              |
| Pilar Malla i Escofet               |       | Parti des socialistes de Catalogne | Barcelone       |                                                                                              |
| Pasqual Maragall i Mira             |       | Parti des socialistes de Catalogne | Barcelone       |                                                                                              |
| Núria Martínez i Barderi            |       | Convergence et Union               | Gérone          |                                                                                              |
| Artur Mas i Gavarró                 |       | Convergence et Union               | Barcelone       |                                                                                              |
| Andreu Mas-Colell                   |       | Convergence et Union               | Barcelone       | Jusqu'au 25 janvier 2000, remplacé le 3 février 2002 par Meritxell Borràs i Solé             |
| Alexandre Masllorens i Escubós      |       | Parti des socialistes de Catalogne | Barcelone       |                                                                                              |
| Carina Mejías Sánchez               |       | Parti populaire de Catalogne       | Barcelone       |                                                                                              |
| Josep Micaló i Aliu                 |       | Convergence et Union               | Gérone          |                                                                                              |
| Caterina Mieras i Barceló           |       | Parti des socialistes de Catalogne | Barcelone       |                                                                                              |
| Enric Millo i Rocher                |       | Convergence et Union               | Gérone          |                                                                                              |
| Misericòrdia Montlleó i Domènech    |       | Convergence et Union               | Tarragone       |                                                                                              |
| Dolors Montserrat i Culleré         |       | Parti populaire de Catalogne       | Barcelone       | Deuxième vice-présidente                                                                     |
| Dolors Nadal i Aymerich             |       | Parti populaire de Catalogne       | Barcelone       |                                                                                              |
| Joaquim Nadal i Farreras            |       | Parti des socialistes de Catalogne | Barcelone       |                                                                                              |
| Manel Nadal i Farreras              |       | Parti des socialistes de Catalogne | Gérone          |                                                                                              |
| Joan Miquel Nadal i Malé            |       | Convergence et Union               | Tarragone       |                                                                                              |
| Oriol Nel·lo i Colom                |       | Parti des socialistes de Catalogne | Barcelone       |                                                                                              |
| Trinitat Neras i Plaja              |       | Convergence et Union               | Gérone          |                                                                                              |
| Jaume Oliveras i Maristany          |       | Esquerra Republicana de Catalunya  | Barcelone       |                                                                                              |
| Esteve Orriols i Sendra             |       | Convergence et Union               | Barcelone       | Troisième secrétaire à partir du 27 juin 2000                                                |
| Carles Pellicer i Punyed            |       | Convergence et Union               | Tarragone       |                                                                                              |
| Carme Porta i Abad                  |       | Esquerra Republicana de Catalunya  | Barcelone       |                                                                                              |
| Joan Puigcercós i Boixassa          |       | Esquerra Republicana de Catalunya  | Gérone          | Jusqu'au 21 mars 2000, remplacé le 27 mars 2000 par Pere Vigo i Sallent                      |
| Joan Maria Pujals i Vallvé          |       | Convergence et Union               | Barcelone       | Jusqu'au 21 mai 2002, remplacé le 24 mai 2002 par Carme Esplugas i Martí                     |
| Jordi Pujol i Soley                 |       | Convergence et Union               | Barcelone       |                                                                                              |
| David Pérez i Ibáñez                |       | Parti des socialistes de Catalogne | Barcelone       |                                                                                              |
| Josep Maria Rañé i Blasco           |       | Parti des socialistes de Catalogne | Barcelone       |                                                                                              |
| Lluís Miquel Recoder i Miralles     |       | Convergence et Union               | Barcelone       |                                                                                              |
| Rafael Ribó i Massó                 |       | Iniciativa per Catalunya Verds     | Barcelone       |                                                                                              |
| Joan Ridao i Martín                 |       | Esquerra Republicana de Catalunya  | Barcelone       |                                                                                              |
| Joan Rigol i Roig                   |       | Convergence et Union               | Barcelone       | Président du Parlement                                                                       |
| Eduard Rius i Pey                   |       | Convergence et Union               | Tarragone       |                                                                                              |
| Joan Maria Roig i Grau              |       | Convergence et Union               | Tarragone       |                                                                                              |
| Joan Roma i Cunill                  |       | Parti des socialistes de Catalogne | Barcelone       |                                                                                              |
| Josep Rull i Andreu                 |       | Convergence et Union               | Barcelone       |                                                                                              |
| Joan Manel Sabanza i March          |       | Convergence et Union               | Tarragone       |                                                                                              |
| Antoni Sabaté i Ibarz               |       | Parti des socialistes de Catalogne | Tarragone       |                                                                                              |
| Josep Maria Salvatella i Suñer      |       | Convergence et Union               | Gérone          |                                                                                              |
| Flora Sanabra i Villarroya          |       | Convergence et Union               | Barcelone       |                                                                                              |
| Martí Sans i Pairutó                |       | Parti des socialistes de Catalogne | Gérone          |                                                                                              |
| Núria Segú i Ferré                  |       | Parti des socialistes de Catalogne | Tarragone       |                                                                                              |
| Teresa Serra i Majem                |       | Parti des socialistes de Catalogne | Barcelone       |                                                                                              |
| Domènec Sesmilo i Rius              |       | Convergence et Union               | Barcelone       |                                                                                              |
| Joan Horaci Simó i Burgués          |       | Convergence et Union               | Lleida          |                                                                                              |
| Josep Maria Simó i Huguet           |       | Parti des socialistes de Catalogne | Tarragone       |                                                                                              |
| Daniel Sirera i Bellés              |       | Parti populaire de Catalogne       | Barcelone       |                                                                                              |
| Antoni Siurana i Zaragoza           |       | Parti des socialistes de Catalogne | Lleida          |                                                                                              |
| Fèlix Sogas i Mascaró               |       | Parti des socialistes de Catalogne | Barcelone       | Jusqu'au 18 septembre 2001, remplacé le 28 septembre 2001 par Maria Jesús Fanego Lorigados   |
| Xavier Soy i Soler                  |       | Convergence et Union               | Gérone          |                                                                                              |
| Joan Surroca i Sens                 |       | Parti des socialistes de Catalogne | Gérone          |                                                                                              |
| Alicia Sánchez-Camacho i Pérez      |       | Parti populaire de Catalogne       | Gérone          |                                                                                              |
| Concepció Tarruella i Tomàs         |       | Convergence et Union               | Lleida          |                                                                                              |
| Xavier Trias i Vidal de Llobatera   |       | Convergence et Union               | Barcelone       | Jusqu'au 25 janvier 2000, remplacé le 7 février 2000 par Carles Puigdomènech i Cantó         |
| Montserrat Tura i Camafreita        |       | Parti des socialistes de Catalogne | Barcelone       |                                                                                              |
| Carme Valls i Llobet                |       | Parti des socialistes de Catalogne | Barcelone       | Première secrétaire                                                                          |
| Joan Maria Vallvé i Ribera          |       | Convergence et Union               | Barcelone       | Jusqu'au 15 mars 2000, remplacé le 23 mars 2000 par Marcel Riera i Bou                       |
| Josep Maria Vallès i Casadevall     |       | Parti des socialistes de Catalogne | Barcelone       |                                                                                              |
| Francesc Vendrell i Bayona          |       | Parti populaire de Catalogne       | Barcelone       |                                                                                              |
| Xavier Vendrell i Segura            |       | Esquerra Republicana de Catalunya  | Barcelone       |                                                                                              |
| Cristina Viader i Anfrons           |       | Parti des socialistes de Catalogne | Barcelone       |                                                                                              |
| Flora Vilalta i Sospedra            |       | Parti des socialistes de Catalogne | Barcelone       |                                                                                              |
| Vicenç Villatoro i Lamolla          |       | Convergence et Union               | Barcelone       | Jusqu'au 4 avril 2002, remplacé le 12 avril 2002 par Teresa Capilla i Pujol                  |
| Joan Viñas i Bona                   |       | Convergence et Union               | Barcelone       | Jusqu'au 30 janvier 2002, remplacé le 8 février 2002 par Josep Maria Matas i Babon           |